# Halocordylidae
Halocordylidae är en familj av nässeldjur. Halocordylidae ingår i ordningen Hydroida, klassen hydrozoer, fylumet nässeldjur och riket djur.
Familjen innehåller bara släktet Acaulis.